# Франц Зек
Франц Зек (нім. Franz Säck; 31 грудня 1909, Гельзенкірхен — 7 січня 1984) — німецький офіцер-підводник, оберлейтенант-цур-зее крігсмаріне.

## Біографія
З 23 листопада 1943 року — командир підводного човна U-251. 16 квітня 1945 року вийшов у свій перший і останній похід. 19 квітня U-251 був потоплений у протоці Каттегат (56°37′ пн. ш. 11°51′ сх. д.) ракетами та артилерією восьми британських та норвезьких винищувачів «Москіто». 39 членів екіпажу загинули, 4 (включаючи Зека) були врятовані.

## Звання
- Лейтенант-цур-зее (1 липня 1942)
- Оберлейтенант-цур-зее (1 січня 1943)

## Нагороди
- Залізний хрест 2-го і 1-го класу
- Нагрудний знак підводника